# Lăng Cô
Lăng Cô là một thị trấn thuộc huyện Phú Lộc, thành phố Huế, Việt Nam.

## Địa lý
Thị trấn Lăng Cô nằm ở phía đông nam huyện Phú Lộc, có vị trí địa lý: 
- Phía đông giáp Biển Đông
- Phía tây giáp xã Lộc Tiến
- Phía nam giáp thành phố Đà Nẵng
- Phía bắc giáp xã Lộc Vĩnh.

Thị trấn Lăng Cô cách thành phố Huế khoảng 60 km về phía nam, nằm dưới chân đèo Hải Vân. Bãi biển Lăng Cô có bãi cát đẹp, nơi có nhiều khu nghỉ mát, nằm gần cảng Chân Mây và khu kinh tế Chân Mây. Nơi có Quốc lộ 1 A và Đường sắt Bắc Nam chạy qua.

### Dân cư
Theo thống kê, thị trấn có số nhân khẩu khoảng 11.200 người, sản xuất theo ba ngành nghề chính là nông nghiệp, đánh bắt, nuôi trồng thủy sản và dịch vụ thương mại (trong đó: dịch vụ thương mại là 40%, thủy sản là 35% và nông nghiệp là 25%). Dân cư có mức sống thấp so với mặt bằng bình quân trong tỉnh. Trong một vài năm gần đây, do được đầu tư một số công trình trọng điểm như công trình cảng nước sâu Chân Mây, nâng cấp Quốc lộ 1, xây dựng hầm đường bộ Hải Vân... Số người đến làm việc ở trong khu vực khá đông, dịch vụ đáp ứng mọi nhu cầu được nâng lên, nên mức sống của người dân đã đợc cải thiện đôi chút. Dân cư tập trung trong vùng Nam đồi cát hẹp Lăng Cô và một vài vùng ven đầm Lập An chủ yếu tập trung: ven đường Quốc lộ 1, gần ga đường sắt và vùng ven đầm. Dân số một vài năm gần đây cũng có tăng lên (tăng cơ học) do một số cơ quan như công đoàn, du lịch và quân đội cũng tổ chức khách sạn, nhà nghỉ và doanh trại...

### Địa hình

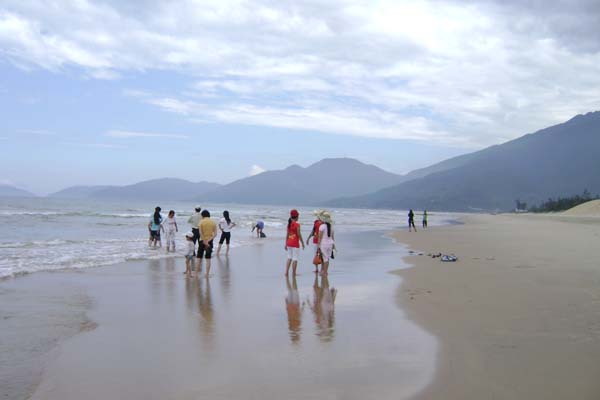
Bãi biển Lăng Cô dưới chân núi Hải Vân

Khu đất quy hoạch gồm dải bãi cát sát bờ biển có cao độ 1,5 m đến 10,5 m trở lên; tiếp đến là một dải cồn cát hẹp có cao độ từ 5,00 m đến 23,00 m chạy dài 8–9 km. Độ dốc tự nhiên phần lớn là 0,005-0,05%. Riêng khu vực ven sườn chân núi Phú Gia, chân núi phía Tây đầm Lập An và ven cồn cát có độ dốc là 20-30%. Ngoài ra về phía Tây và Tây Nam có đầm Lập An, các bầu trũng và các thung lũng nhỏ hẹp.

### Khí hậu
- Gió: Nằm trong vùng nhiệt đới gió mùa, có 2 hướng gió chính là gió mùa đông bắc về mùa đông và gió mùa tây nam về mùa hè. VTB là 29,6 m/s. Đồng thời cũng chịu tác động của gió biển và gió đất liền theo chu kỳ ngày đêm.
- Nhiệt độ: Nhiệt độ trung bình/năm: 25,2 °C. Tháng nóng nhất tháng 6, tháng 7 với 41,3 °C và tháng lạnh nhất là tháng 12 với nhiệt độ là 8,8C.
- Lượng mưa bình quân năm là 3.368 mm. Tháng mưa lớn nhất là tháng 10. Số ngày MTB năm 156 ngày.

### Thủy văn
Khu vực Lăng Cô có đầm lớn là đầm Lập An thông với biển Đông rộng khoảng 1.655 ha. Xung quanh đầm có một số con suối tập trung nước theo các lưu vực núi Phú Gia và Hải Vân đổ ra đầm. Các con suối này lưu lượng nhỏ không đáng kể. Phía Bắc có một vài bầu trũng nhỏ giữa chân Phú Gia và cồn cát ven biển là rạch tụ thủy để thoát nước cho khu vực trong mùa mưa.
Chế độ thủy triều tại vùng Lăng Cô là chế độ bán nhật triều. Mực nước triều bình quân là 0 cm, cực đại là 126 cm, cực tiểu là -72 cm. Thủy triều cao nhất ứng với tần suất 1% là 143 cm.

## Hành chính
Thị trấn Lăng Cô được chia thành 9 tổ dân phố: An Cư Đông 1, An Cư Đông 2, An Cư Tân, An Cư Tây, Đồng Dương, Hải Vân, Hói Dừa, Lập An, Loan Lý.

## Lịch sử
Tên gọi: Địa danh "Lăng Cô" có người cho rằng là do người Pháp đọc trại tên "An Cư", vốn là làng chài ở phía nam đầm. Cũng có người cho rằng lúc trước ở Lăng Cô có nhiều đàn cò, nên được gọi là Làng Cò, sau đó được dân địa phương đọc trại lại là Lăng Cô.
Ngày 20 tháng 9 năm 1975, Bộ Chính trị Trung ương Đảng ban hành Nghị quyết số 245/NQ-TW về việc thành lập tỉnh Bình Trị Thiên trên cơ sở ba tỉnh Quảng Bình, Quảng Trị, Thừa Thiên và khu vực Vĩnh Linh. Khi đó, xã Lộc Hải thuộc huyện Phú Lộc, tỉnh Bình Trị Thiên.
Ngày 30 tháng 6 năm 1989, Quốc hội ban hành Nghị quyết về việc chia tỉnh Bình Trị Thiên thành tỉnh Quảng Bình, tỉnh Quảng Trị và tỉnh Thừa Thiên Huế. Theo đó, xã Lộc Hải thuộc huyện Phú Lộc, tỉnh Thừa Thiên Huế.
Ngày 20 tháng 12 năm 2002, Chính phủ ban hành Nghị định số 105/2002/NĐ-CP về việc thành lập thị trấn Lăng Cô thuộc huyện Phú Lộc trên cơ sở toàn bộ 10.550 ha diện tích tự nhiên và 11.550 nhân khẩu của xã Lộc Hải.
Ngày 30 tháng 11 năm 2024:
- Quốc hội ban hành Nghị quyết số 175/2024/QH15[6] về việc thành lập thành phố Huế trực thuộc trung ương trên cơ sở toàn bộ diện tích và dân số tỉnh Thừa Thiên Huế (nghị quyết có hiệu lực từ ngày 1 tháng 1 năm 2025).
- Ủy ban Thường vụ Quốc hội ban hành Nghị quyết số 1314/NQ-UBTVQH15[7] về việc sắp xếp đơn vị hành chính cấp huyện, cấp xã của thành phố Huế giai đoạn 2023 – 2025 (nghị quyết có hiệu lực từ ngày 1 tháng 1 năm 2025). Theo đó, thị trấn Lăng Cô thuộc huyện Phú Lộc, thành phố Huế.

## Kinh tế - xã hội

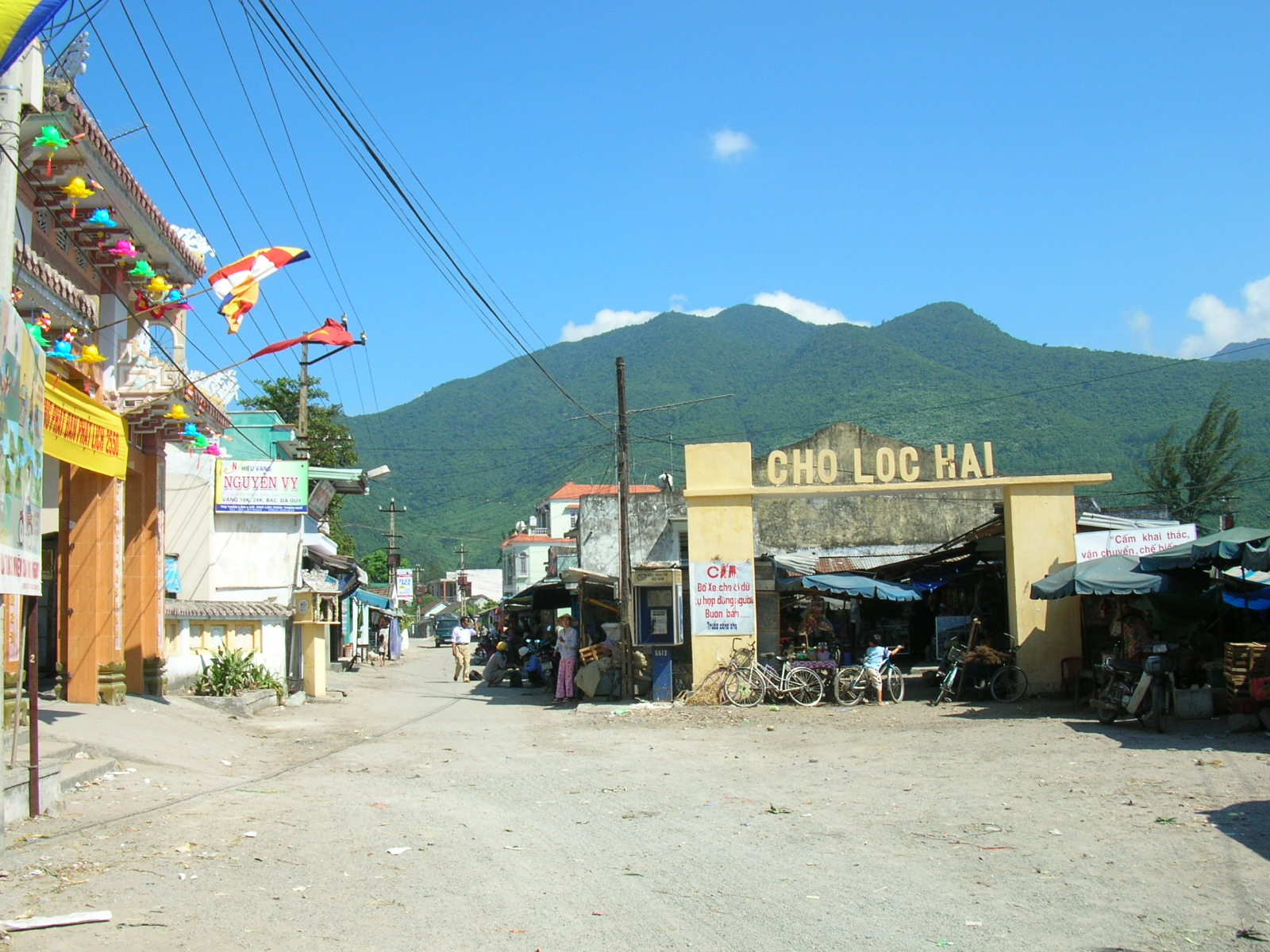
Chợ Lộc Hải - Lăng Cô

Các công trình xây dựng (nhà ở, công trình công cộng...) trong khu dân cư từ trước đến nay là do dân tự làm. Phần lớn nhà ở là nhà một tầng lợp ngói hoặc lợp tôn (chiếm 79,3%), lác đác có nhà đúc mái bằng, và nhà cây tranh tre, lợp giấy dầu (chiếm 20,7%).
Công trình công cộng gồm có 2 trường học (một trường tiểu học và một trường trung học cơ sở), chùa Phật giáo, nhà thờ Thiên Chúa giáo, trụ sở ủy ban nhân dân xã, trạm y tế, bến thuyền đánh cá, doanh trại quân đội... được xây dựng một, hai tầng lợp ngói. Khu chế biến hải sản nước mắm, mắm chua và chế biến dầu Tràm, dầu khuynh diệp chủ yếu là tại các nhà dân. Ngoài ra còn có các nhà hàng dịch vụ tư nhân phục vụ ăn uống cho khách vãng lai, xe chạy đường dài Bắc Nam trên Quốc lộ 1 và ga đường sắt.

## Du lịch

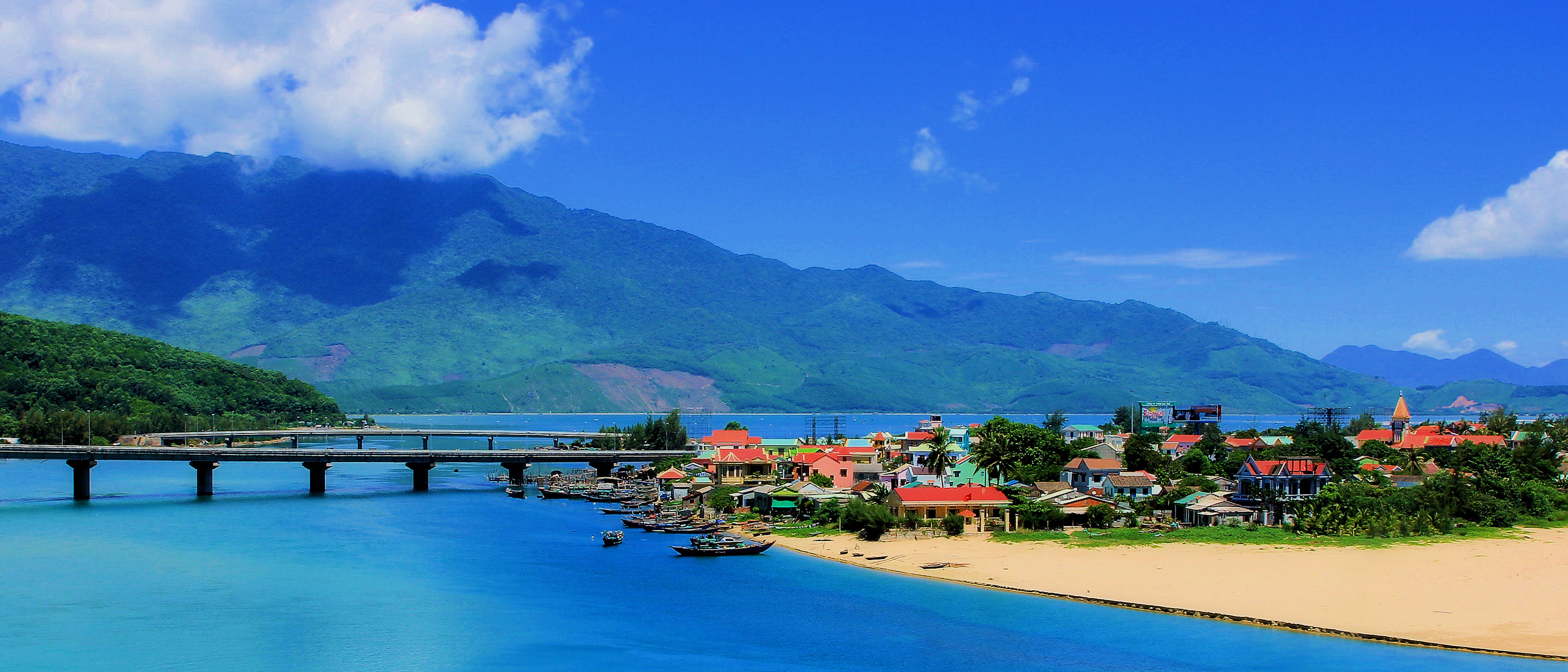
Bãi biển Lăng Cô

Bãi biển Lăng Cô là một danh lam thắng cảnh thiên nhiên của tỉnh Thừa Thiên Huế, cùng với cụm Hải Vân-Non Nước được đưa vào danh sách các khu du lịch quốc gia Việt Nam. Bãi biển Lăng Cô từ lâu đã nổi tiếng là một bãi biển có các điều kiện tự nhiên và phong cảnh vào loại đẹp nhất ở Việt Nam – với bãi cát trắng dài tới hơn 10 km, làn nước biển trong xanh bao la tuyệt đẹp, bên cạnh đó là những cánh rừng nhiệt đới rộng lớn trên những dãy núi nhấp nhô, nằm giữa núi rừng và biển là đầm Lập An rộng lớn (800 ha) đầy huyền bí.
Lăng Cô có vị trí địa lý nằm giữa 3 trung tâm Bảo tồn Di sản Văn hóa Thế giới là: Cố đô Huế, Khu phố cổ Hội An và Khu Thánh địa Mỹ Sơn với bán kính là 70 km. Lăng Cô có thể thu hút khách tham quan, nghiên cứu tại các trung tâm trên và giải tỏa áp lực những thời điểm đông khách. Lăng Cô nằm trên tuyến du lịch Bắc-Nam cách thành phố Đà Nẵng 30 km và thành phố Huế 70 km.
Lăng Cô là nơi tập trung nhiều tài nguyên du lịch phong phú: bờ biển, bãi cát mịn, đầm hồ, sông suối, núi đồi, bên đèo Hải Vân, gần rừng nguyên sinh Bạch Mã và các di tích lịch sử.v.v. sẽ tạo ra các sản phẩm du lịch đa dạng nhất thỏa mãn các loại hình du lịch. Lăng Cô được công nhận là vịnh đẹp thế giới. Ngày 6 tháng 6 năm 2009, UBND tỉnh Thừa Thiên Huế tổ chức đón nhận danh hiệu "Lăng Cô - vịnh đẹp thế giới" do Câu lạc bộ các vịnh biển đẹp nhất thế giới (Worldbays) bình chọn.

## Giao thông
Khu du lịch Lăng Cô – đầm Lập An có tuyến Quốc lộ 1 chạy qua dài khoảng 10 km, mới được nâng cấp nền đường rộng 12 m, mặt đường cho xe cơ giới bằng bê tông nhựa có bề rộng 7,00 m và gia cố lề đường bằng bê tông nhựa rộng mỗi bên 2,00 m. Lưu lượng xe tính bình quân khoảng 3.500 xe ngày/đêm. Đèo Phú Gia ở phía Bắc và đèo Hải Vân ở phía Nam cũng mới được nâng cấp mặt đường và các điều kiện an toàn giao thông. Cầu Lăng Cô bắc qua vụng Lăng Cô trước đây đã bị chiến tranh phá hoại, sau khôi phục tạm cho việc thông thương Bắc Nam. Năm 1998 đã được xây dựng lại bằng bê tông cốt thép với tiêu chuẩn cho 2 làn xe cơ giới. Năm 2000, Bộ Giao thông Vận tải cho khởi công xây dựng hầm đường bộ xuyên núi Hải Vân ở phía Đông Nam ga Lăng Cô, đồng thời xây dựng cầu Lăng Cô mới nối thẳng từ Quốc lộ 1 hiện tại vượt vụng Lăng Cô, vượt đường sắt Nam ga Lăng Cô đi lên hầm mới. Như vậy trong khu vực hiện nay theo tuyến Quốc lộ 1 đi về phía Nam có 2 cây cầu bê tông cốt thép vượt qua vụng biển Lăng Cô. Đây là những công trình có thể tận dụng nâng cấp, khai thác cho khu du lịch sau này.
Đường đi lại trong khu dân cư chủ yếu là đường cát sỏi và đường đất. Nhằm dần hoàn thiện quy hoạch khu du lịch, trong một hai năm vừa qua, tỉnh đã dùng ngân sách địa phương đầu tư xây dựng một tuyến đường trục dài khoảng 4~5 km chạy dọc biển đợc trải nhựa, làm cơ sở cho việc phát triển các khu chức năng sau này.
Tuyến đường sắt quốc gia Bắc Nam (khổ đường 1.000 mm) sau khi xuyên hầm Phú Gia thì không bám theo Quốc lộ 1 mà rẽ về ven chân núi phía Tây đầm Lập An, qua các cầu Hói Mít, Hói Dừa và Hói Cạn vào ga Lăng Cô ở chân đèo Hải Vân. Đây là tuyến đường sắt quốc gia trọng yếu Bắc Nam, tuy nhiên năng lực thông qua chưa được phát huy do hạn chế bởi đoạn đường qua đèo Hải Vân có độ dốc khá lớn (imax = 20o/oo), và bán kính đường cong quá nhỏ (Rmin = 100 m). Từ giữa thập niên 1980 ngành đường sắt đã cho cải tạo khá nhiều những đoạn tiêu chuẩn thấp và đặc biệt là xây dựng hai ga Bắc Hải Vân và Nam Hải Vân trên đèo nên đã tăng năng lực thông qua đáng kể giữa Lăng Cô và Liên Chiểu (Đà Nẵng). Tương lai tuyến đờng sắt hiện trạng từ Hói Mít, Hói Dừa đi Liên Chiểu sẽ được định hướng quy hoạch thành đường ô tô và tuyến đường sắt tương lai theo quy hoạch sẽ qua núi Hải Vân theo một đường hầm mới (thuộc dự án của Bộ giao thông vận tải).

## Hình ảnh

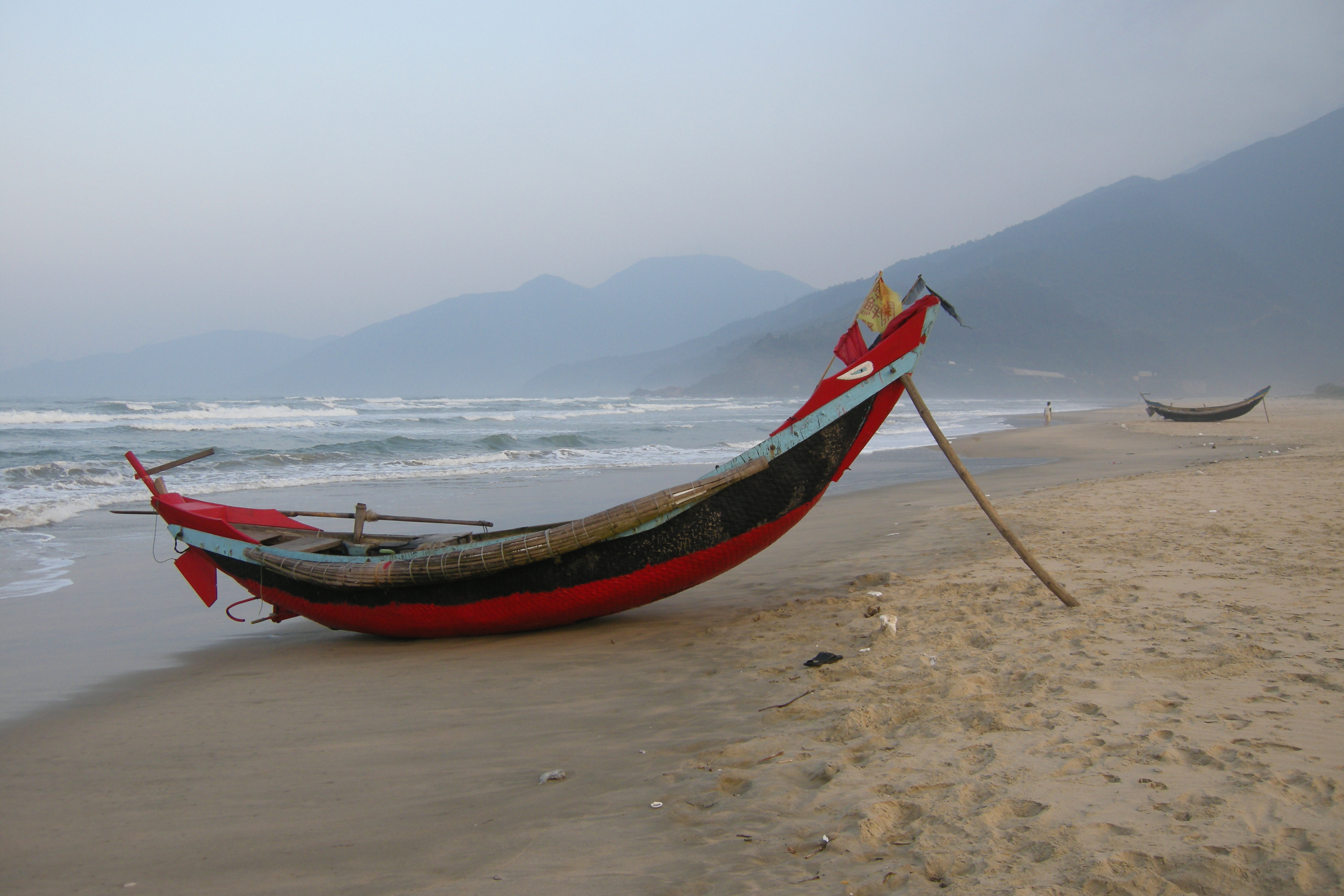
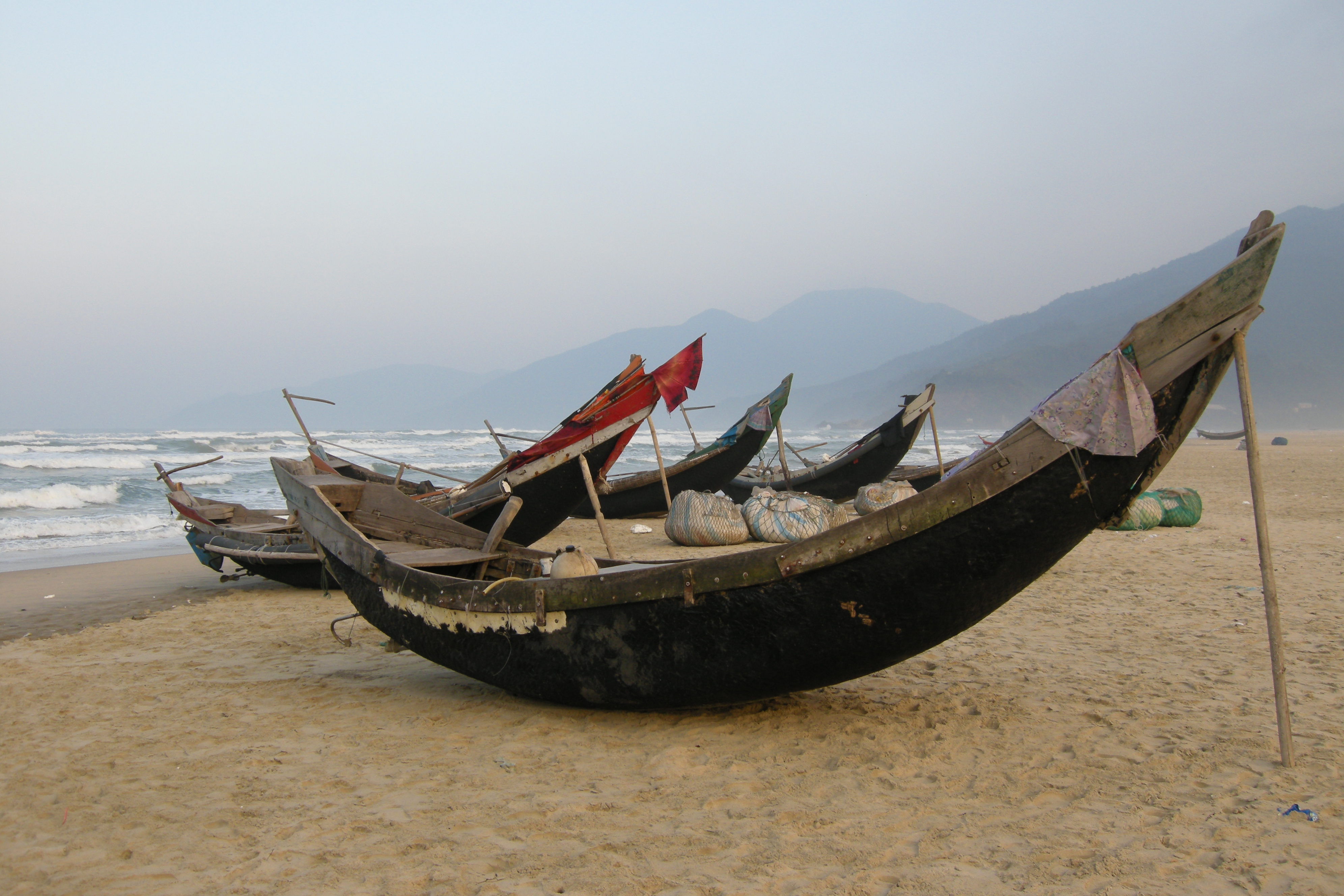
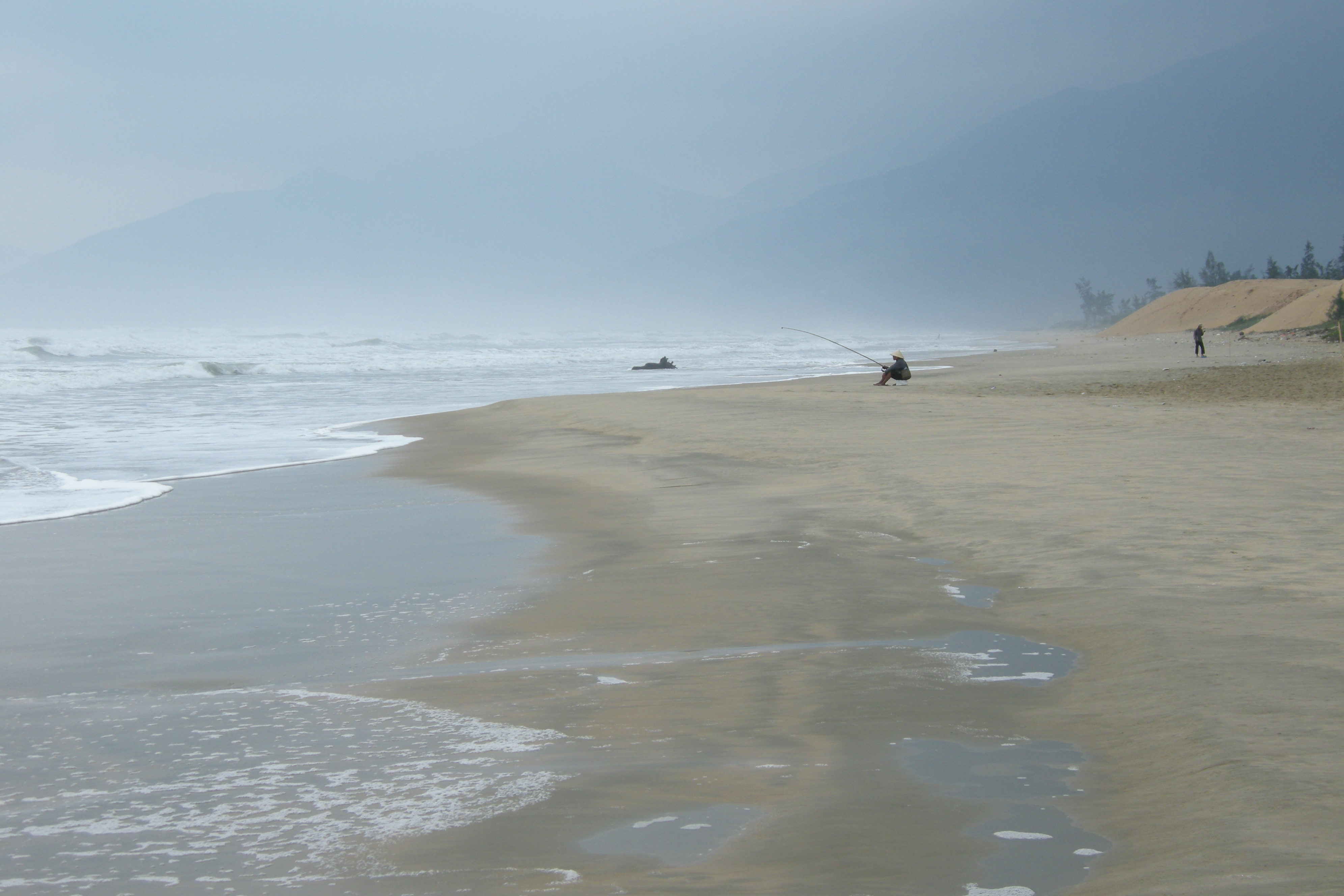
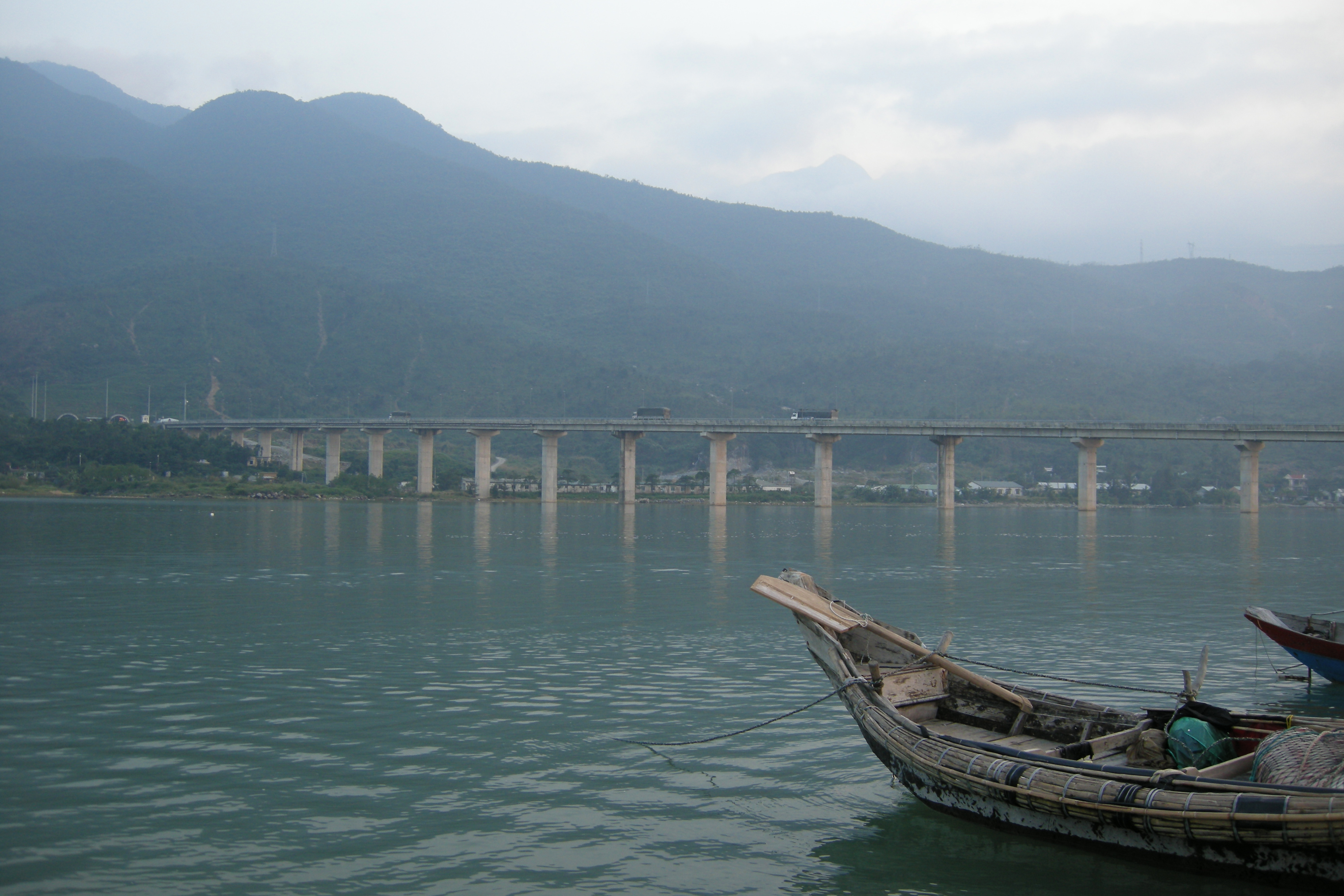
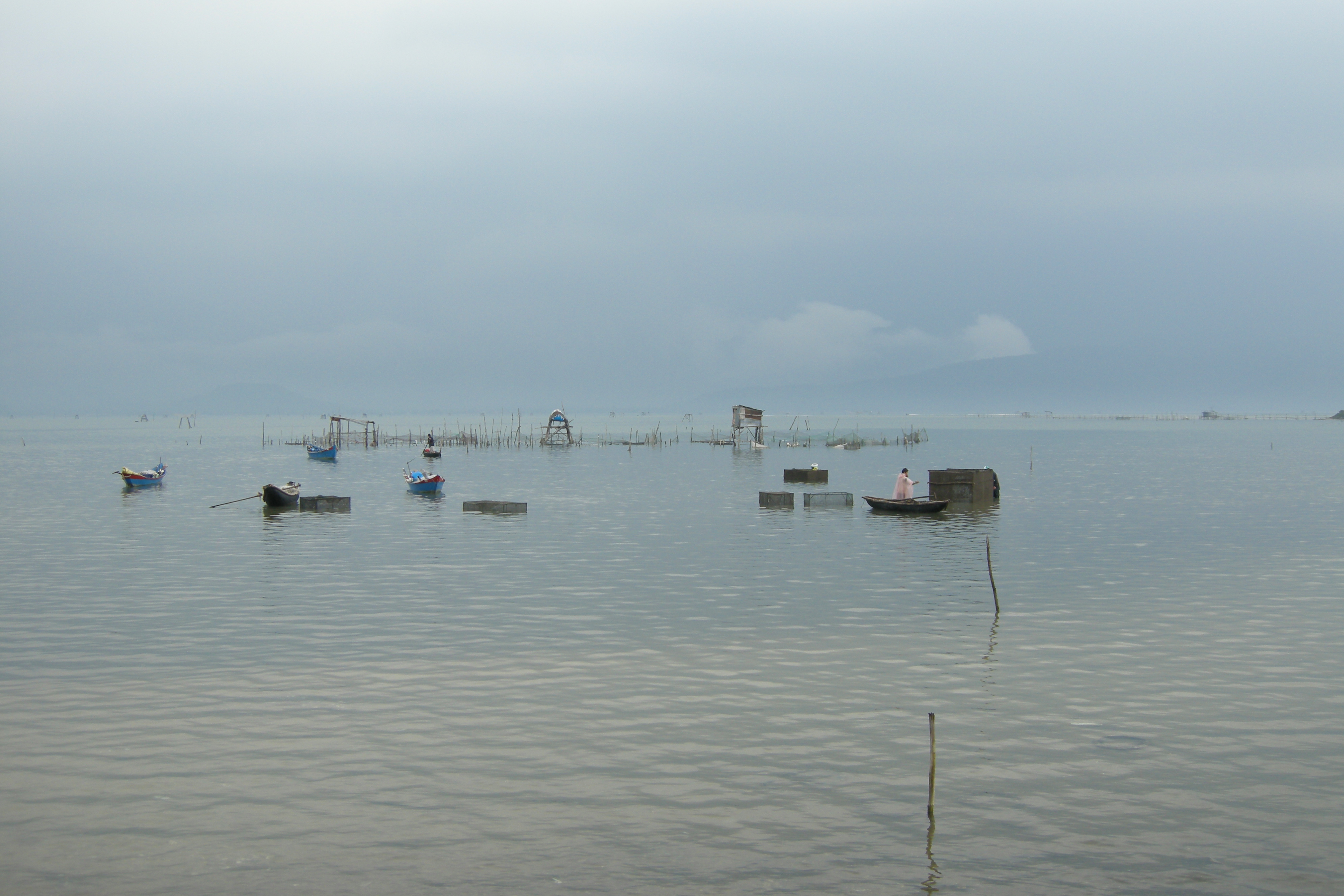
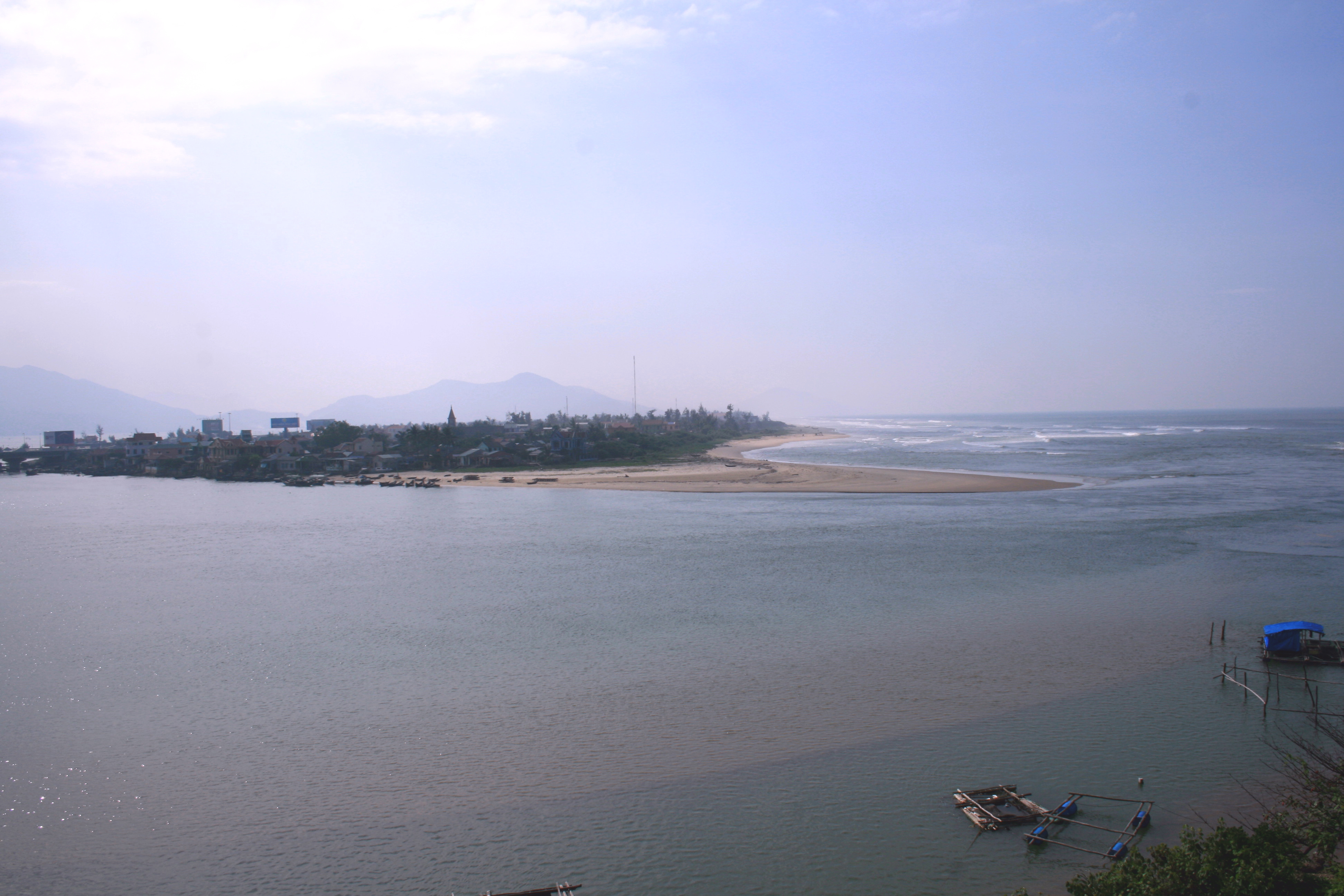
Bãi biển Lăng Cô
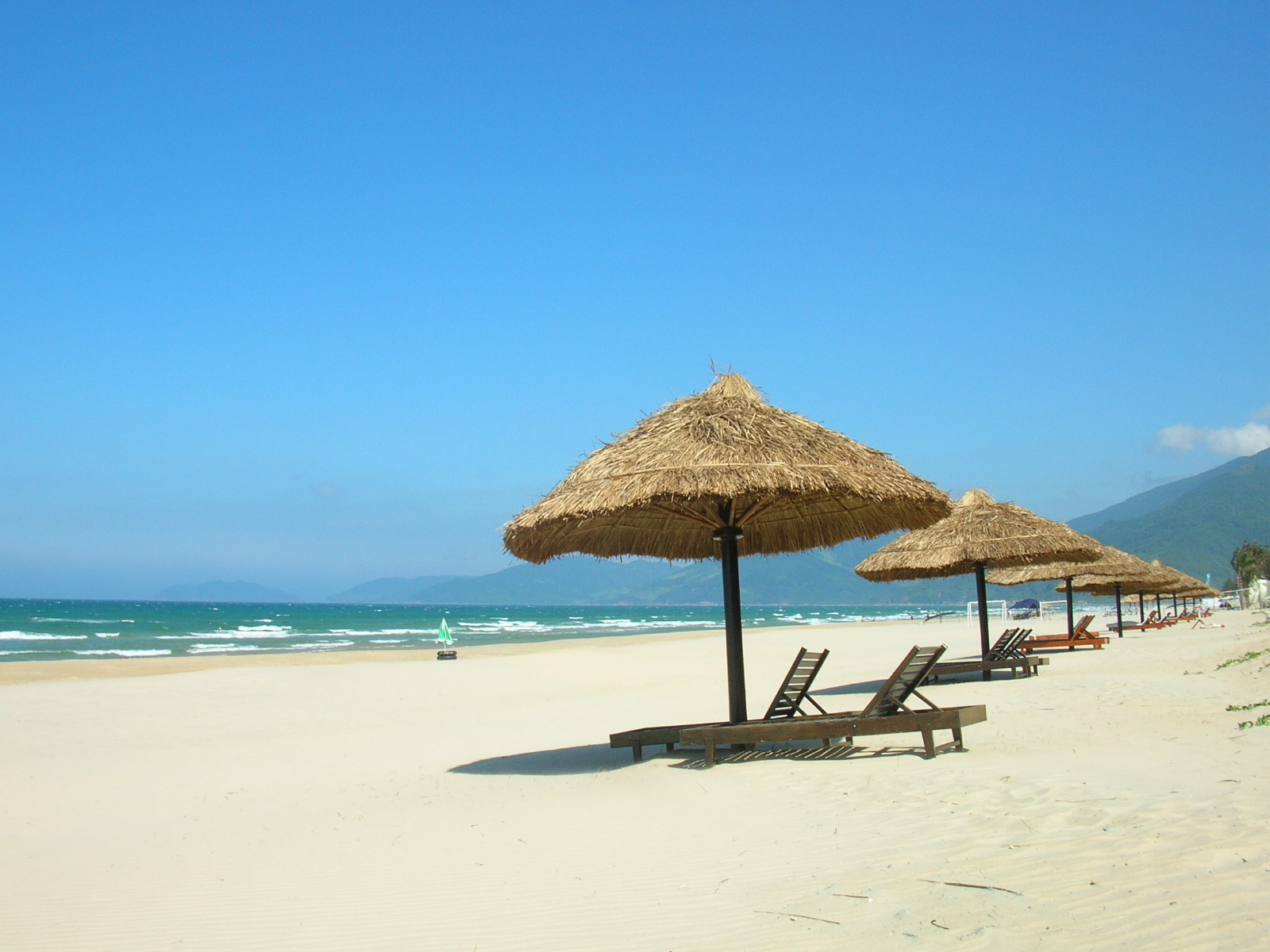
Bãi biển Lăng Cô
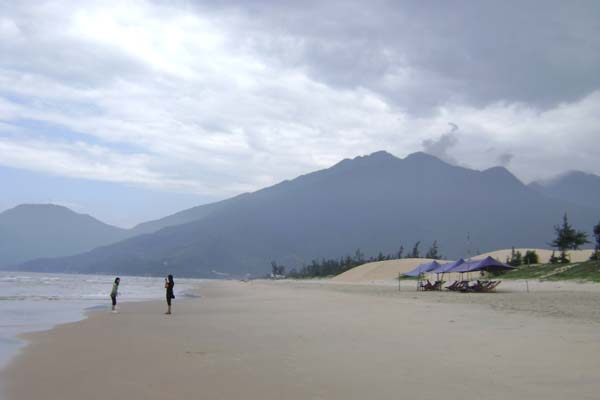
Dãy nũi Hải Vân và biển Lăng Cô
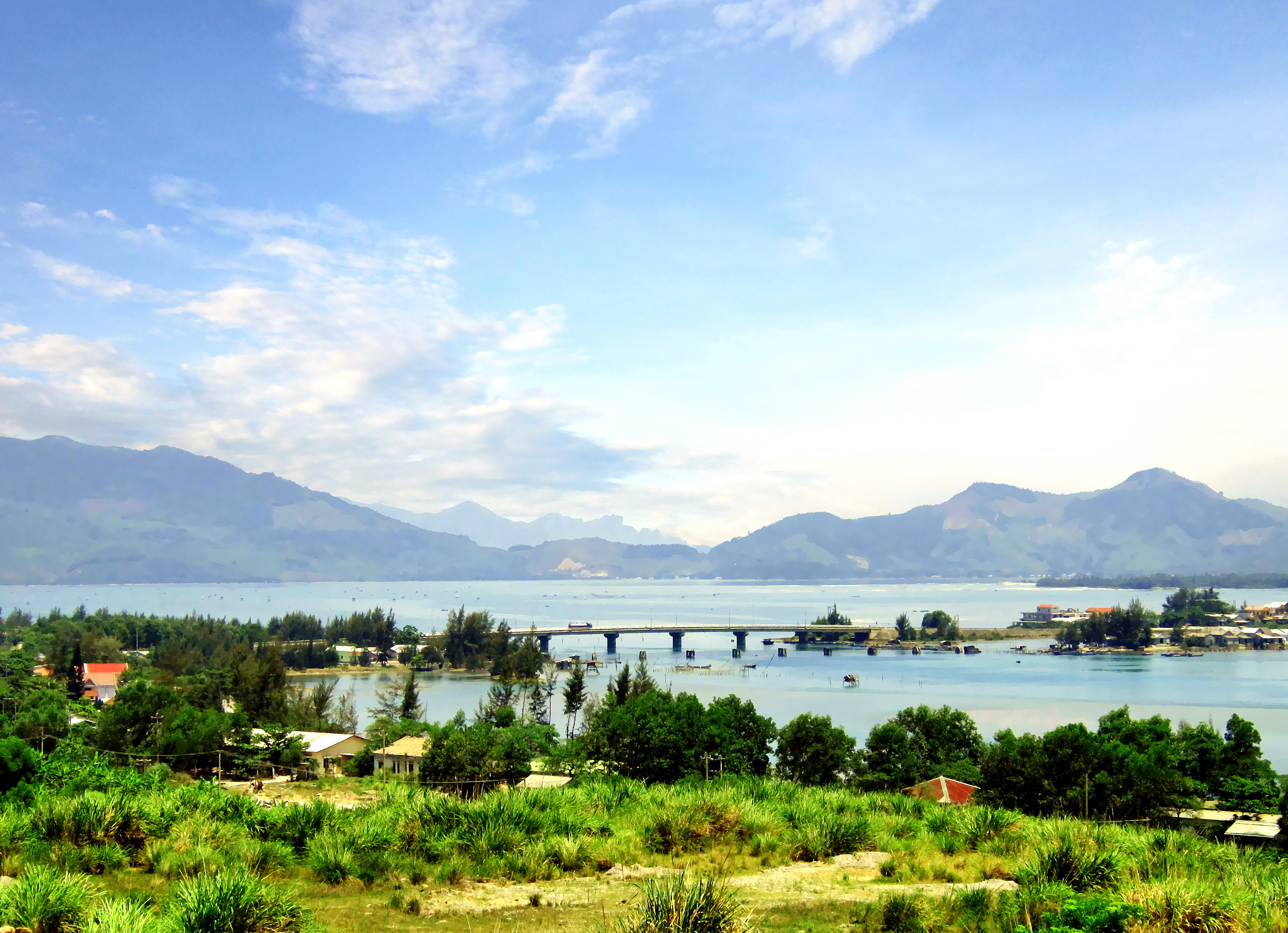
Một cảnh ở Lăng Cô
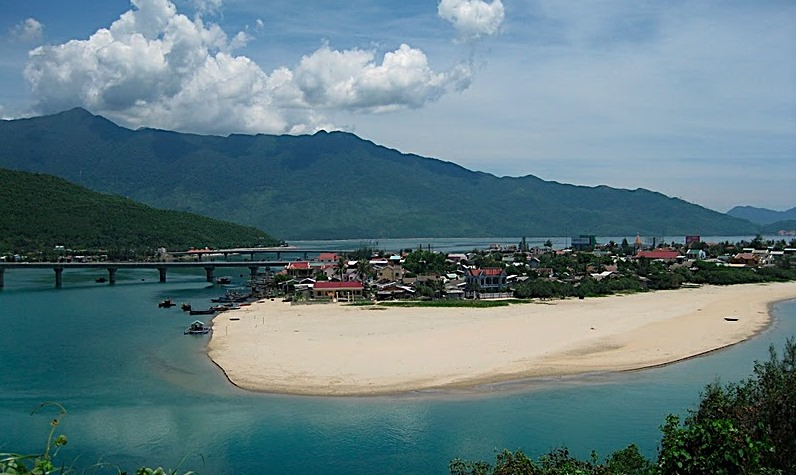
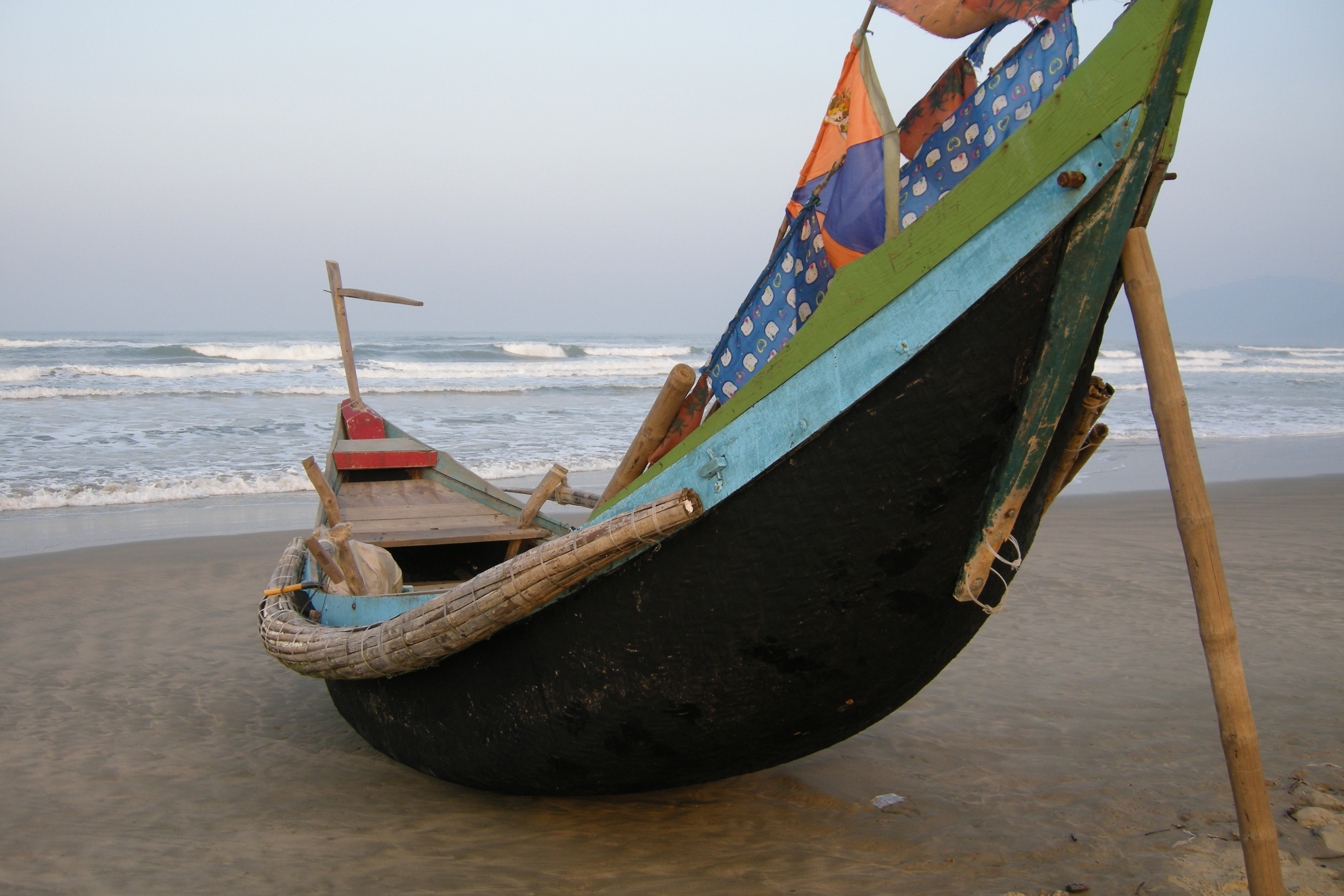